# Mesone theta
Non va confuso con il θ+ del τ–θ puzzle, il quale adesso è identificato come kaone, o con i Θ+ e Θ+c, che precedentemente si ipotizzava fossero pentaquark.
Il mesone theta (θ) è una forma ipotetica di quarkonium (vale a dire un mesone senza sapore) formato da un quark top e un antiquark top. È l'equivalente dei mesoni phi  (quark strange, antiquark strange), psi (quark charm, antiquark charm) e upsilon (quark bottom, antiquark bottom). A causa della vita breve del quark top, il mesone theta non si prevede di osservarlo in natura.